# Roger Bonnard
Jules-Marie-Roger Bonnard (6 de Julho 1878 - 18 de Janeiro 1944) mais conhecido como Roger Bonnard, foi um jurista francês. Foi professor da faculdade de direito da Universidade de Bordeaux desde 1922.

## Vida e Carreira
Bonnard nasceu em Marmande, em 1878.  Estudou direito na faculdade de Bordeaux e se formou no dia 25 de julho de 1899. Recebeu seu doutorado em ciências políticas e econômicas no dia 14 de janeiro de 1903, com uma tese sobre “A Repressão disciplinar de faltas cometidas por funcionários públicos”. Em 1904, tornou-se doutor em ciências jurídicas.
Em novembro de de 1906, foi nomeado diretor da faculdade de direito de Rennes, onde ficou por 16 anos até ser nomeado professor da faculdade de direito de Bordeaux, em 1922. Lá, ensinando direito público e direito constitucional comparado, conheceu Léon Duguit, quem ajudou Bonnard a desenvolver várias de suas ideias. Em 1935, ingressou no conselho da universidade. Tornou-se reitor da faculdade em 1940, substituindo André Ferradou.
Roger Bonnard foi oficial de reserva: serviu de 1914 a 1918 no fronte e como oficial de infantaria. Recebeu os títulos militares de “Croix de Guerre” e “Légion d’honneur” em 1921. 
Maurice Duverger descreveu a personalidade de Bonnard como “muito complexa. Ele tinha um aspecto austero, quase doentio, mais seus pensamentos eram penetrantes, e suas atitudes, às vezes bruscas, podiam chocar, mas nunca eram injustas.”
Seu trabalho era amplamente reconhecido, e era considerado um dos principais representantes da “Escola de Bordeaux”. Em 1929, tornou-se membro do Instituto Internacional de Direito Público. Foi diretor da Revue Internationale de théorie du droit (Revista Internacional da teoria do direito), e em 1935, assumiu a direção da Revue du droit publique (Revista do Direito Público). Bonnard também foi membro do conselho superior de ensino público e do conselho consultivo de ensino superior.  Morreu no dia 18 de Janeiro de 1944. 

## Opiniões Políticas
Em 1940, ainda como reitor, teve de dirigir a faculdade de direito de Bordeaux enquanto a França estava ocupada pelo exército alemão. Durante esse período, foi amplamente acusado de apoiar a ocupação alemã e o governo de Pétain. Em um discurso aos alunos da faculdade, no dia 4 de Outubro de 1940, Bonnard disse que, 
““As mudanças serão profundas. Elas irão alcançar os princípios mais importantes que dominam o nosso direito público desde a Revolução de 1789; o liberalismo individualista, a democracia, e a separação de poderes. [...] Esses princípios serão rejeitados, não porque eles já  tiveram seu dia, sendo úteis em algum momento, mas porque eles são radicalmente errados em si mesmos, sendo destruidores do Estado, e contraditórios com o próprio conceito de Estado. Estes são os erros absolutos, teóricos e práticos… se eu creio na superioridade do régime autoritário sobre o régime democrático, eu creio também que o regime autoritário pode ser pior que o regime democrático, se não tomar certas precauções para evitar que ele se degenere em um burocratismo."
Um anfiteatro foi batizado em seu nome, e segundo o advogado Bernard Noyer, autor de uma tese sobre Bonnard, “uma homenagem à sua contribuição doutrinal considerável”.
Em julho de 2017, o anfiteatro teve o nome mudado após uma série de protestos em relação à homenagem feita ao suposto "Pétainista".

## Obras Destacadas
- Le Droit et l'Etat dans la doctrine nationale-socialiste. Edition : Bordeaux, impr. Bière ; Paris, Librairie générale de droit et de jurisprudence , 1939. (24 mai.)

- Précis de droit administratif: 4édition revue et mise au courant des réformes administratives

- Précis de droit public: 6e édition

- Le contrôle juridictionnel de l'administration: étude de droit administratif comparé

- Les Constitutions et les principales lois politiques de la France depuis 1789. Edition : Paris, R. Pichon et R. Durand-Auzias ; (Bordeaux, impr. de Bière) , 1943.